# 庭田重条
庭田重条（にわた しげなが、慶安3年（1650年）10月25日 - 享保10年（1725年）7月16日）は、江戸時代前期の公卿。法名は尭祐。

## 官歴
- 万治3年（1660年）：大膳権大夫
- 寛文5年（1665年）：従五位上、侍従
- 寛文7年（1667年）：右少将
- 寛文9年（1669年）：正五位下
- 寛文11年（1671年）：従四位下
- 延宝2年（1674年）：右中将
- 延宝3年（1675年）：従四位上
- 延宝5年（1677年）：蔵人頭
- 延宝6年（1678年）：正四位上
- 天和2年（1682年）：左中将、参議
- 天和3年（1683年）：従三位、踏歌節会外弁
- 貞享元年（1684年）：権中納言
- 貞享4年（1687年）：正三位
- 元禄7年（1694年）：従二位
- 元禄10年（1697年）：権大納言
- 宝永元年（1704年）：正二位
- 享保3年（1718年）：従一位、出家のため致仕

## 系譜
- 父：庭田雅純
- 兄：庭田重秀
- 兄：庭田雅秀
- 養子：庭田重孝（中山篤親の子）
- 養子：大原栄顕（葛岡仲賢の子）